# سیارک ۵۰۰۵
سیارک ۵۰۰۵ (به انگلیسی: 5005 Kegler، نامگذاری:1988UB) پنج هزار و پنجمین سیارک کشف شده‌است که در ۱۶ اکتبر ۱۹۸۸ کشف شد.
قدر مطلق سیارک برابر ۱۴٫۱۰ است.